# A Christmas Prince: The Royal Baby
A Christmas Prince: The Royal Baby (Un príncipe de Navidadː Bebé real en Hispanoamérica) es una película de comedia romántica estadounidense de 2019 dirigida por John Schultz. Protagonizada por Rose McIver, Ben Lamb y Alice Krige, se trata de la tercera entrega de la saga compuesta por las películas A Christmas Prince y A Christmas Prince: The Royal Wedding. Fue estrenada el 5 de diciembre de 2019. 

## Sinopsis
Tras un año de la boda, los reyes de Aldovia están esperando a su primogénito. En la época de las fiestas, el reino recibe la visita de los monarcas de Penglia, su aliado más cercado, para renovar una tregua histórica entre las dos naciones, que data de 1419. Sin embargo, cuando el tratado es robado, se inicia la búsqueda para recuperarlo antes de que se reanude un estado de guerra entre Aldovia y Penglia, después de 600 años.

## Producción

### Rodaje
La fotografía principal de la película inició en marzo de 2019 y finalizó en junio del mismo año, en Bucarest, Rumania.

## Reparto
| Personaje                      | Actor           | Doblaje (España) | Doblaje (Hispanoamérica) |
| ------------------------------ | --------------- | ---------------- | ------------------------ |
| Reina Amber de Aldovia         | Rose McIver     |                  | Ani Sánchez              |
| Rey Richard de Aldovia         | Ben Lamb        |                  | Brian Gómez              |
| Helena, Reina Madre de Aldovia | Alice Krige     |                  | Lucero Gómez             |
| Princesa Emily de Aldovia      | Honor Kneafsey  |                  | Alejandra Pérez          |
| Señora Averill                 | Sarah Douglas   |                  | Rosángela López          |
| Simon                          | Theo Devaney    |                  | Didier Rojas             |
| Melissa                        | Tahirah Sharif  |                  | Luisa Acuña              |
| Sr. Little                     | Richard Ashton  |                  | Gónzalo Rojas            |
| Andy                           | Joel McVeagh    |                  | Víctor Valencia          |
| Rey Tai de Penglia             | Kevin Shen      |                  | Andrés Palacio           |
| Reina Ming de Penglia          | Momo Yeung      |                  | Verónica Perilla         |
| Lynn                           | Crystal Yu      |                  | Estefanía Beltrán        |
| Dra. Magoro                    | Madra Ihegborow |                  | Viviana Morales          |
| Tom Quill                      | Billy Angel     |                  | Santiago Baquero         |
| Rudy Moore                     | Daniel Fathers  |                  | John Grey                |
| Louis Zabala                   | Andy Lucas      |                  | Rafael Gómez             |
| Sahil Mattu                    | Raj Bajaj       |                  | Jorge Castellanos        |